# A̍
A̍, hay a̍, gọi là "A có dấu thanh dọc", là một chữ cái được sử dụng trong chính tả tiêu chuẩn, thống nhất ở Cộng hòa Dân chủ Congo và hệ thống Latinh hóa Bạch thoại để viết tiếng Mân Nam Đài Loan. Chữ cái này gồm chữ cái A và dấu thanh dọc ở phía trên.

## Sử dụng

### Cộng hòa Dân chủ Congo
Trong cách viết chuẩn, thống nhất của Cộng hòa Dân chủ Congo sử dụng dấu thanh dọc để chỉ âm giữa trong các ngôn ngữ thanh điệu cần phân biệt về âm.

## Mã hóa kỹ thuật số
Chữ cái A với dấu thanh dọc có thể được biểu diễn bằng Unicode dưới dạng phân tích thành các cặp ký tự sau, mỗi cặp bao gồm một chữ cái Latinh theo sau là dấu phụ.
| Dạng        | Đại diện | Điểm mã      | Mô tả                                                |
| ----------- | -------- | ------------ | ---------------------------------------------------- |
| viết hoa    | A̍        | U+0041U+030D | Latin Capital Letter A Combining Vertical Line Above |
| viết thường | a̍        | U+0061U+030D | Latin Small Letter A Combining Vertical Line Above   |